# Corallina elongata
Corallina elongata J. Ellis & Solander, 1786  é o nome botânico  de uma espécie de algas vermelhas pluricelulares do gênero Corallina conhecida por Coralina-carenada.
São algas marinhas encontradas na Europa, África, Ásia, ilhas do Atlântico e Pacífico.

## Sinonímia
- Corallina officinalis var. mediterranea (Areschoug), Hauck
- Corallina deshayesii Montagne, 1846
- Corallina mediterranea J.E. Areschoug, 1852
- Corallina officinalis var. mediterranea Kützing, 1858

## Habitat
Existe sobre a rocha e em poças, na porção de costa sujeita às variações diárias dos níveis de maré (intertidal médio, inferior) e infralitoral.